# معرفة مسبقة
المعرفة المسبقة (بالإنجليزية: Prior art) في معظم أنظمة قانون البراءات، تكون من خلال معرفة جميع المعلومات التي تم إتاحتها للجمهور بأي شكل من الأشكال قبل تاريخ معين من طلب براءات الاختراع. إذا تم وصف الاختراع عن طريق معرفة مسبقة أو كان يمكن أن يكون واضحًا مما تم وصفه، فإن براءة الاختراع على ذلك الاختراع غير صالحة. حيث أنه قائم على معرفة أصلية.   